# دومینیک ویلکینز
دومینیک ویلکینز (انگلیسی: Dominique Wilkins؛ زاده ۱۲ ژانویهٔ ۱۹۶۰) یک بازیکن بسکتبال اهل ایالات متحده آمریکا است.